# شهریارک زرین
شهریارک زرین (نام علمی: Carterornis chrysomela) نام یک گونه از سرده مرغ کارتر است.